# Arbejdspladsvurdering
Arbejdspladsvurdering (APV) er en proces, hvor man systematisk vurderer arbejdstageres vilkår på en lang række punkter, herunder tilfredshed, arbejdsvilkår, arbejdsmiljø, sundheds- og sikkerhedsrisici.
Alle virksomheder med ansatte skal udarbejde en skriftlig arbejdspladsvurdering. Som en hjælp til virksomhederne har Arbejdstilsynet udarbejdet 85 brancherettede APV-tjeklister, der især henvender sig til små virksomheder.
Der er også udarbejdet 36 brancherettede arbejdsmiljøvejvisere, der indeholder en oversigt over de typiske arbejdsmiljøproblemer i hver branche – og generelle råd om, hvordan problemer kan løses. Det er en god hjælp, når arbejdsmiljøproblemer i forbindelse med APV’en skal kortlægges og problemer og løsninger skal prioriteres.
Den skal bestå af fem faser:
- Kortlægning af arbejdsmiljøproblemerne
- Beskrivelse og vurdering af arbejdsmiljøproblemerne
- Inddragelse af sygefravær
- Prioritering og handlingsplan
- Opfølgning på handlingsplan

I arbejdsmiljølovgivningen er der krav til APV’en, som virksomheden altid skal overholde:
- APV’en skal være skriftlig og tilgængelig på virksomheden
- APV’en skal være tilgængelig på virksomheden så medarbejderne, ledelse og Arbejdstilsynet kan læse den.

Den enkelte virksomhed må selv vælge de metoder og redskaber, som den vurderer, vil virke bedst, men det er et krav at ledelsen og medarbejderne skal samarbejde om hele APV-processen.
En APV kan eventuelt lægges ind i et spørgeskemasystem.

## Ekstern henvisning og kilde
- Arbejdspladsvurdering – hvem, hvorfor, hvordan og hvornår – Arbejdstilsynet Arkiveret 3. februar 2012 hos  Wayback Machine
- Emneside om arbejdspladsvurdering på Videncenter for Arbejdsmiljøs portal Arkiveret 22. januar 2014 hos  Wayback Machine
- APV skal medføre et bedre arbejdsmiljø - The Host Arkiveret 12. januar 2018 hos  Wayback Machine